# Conspiración de Ridolfi

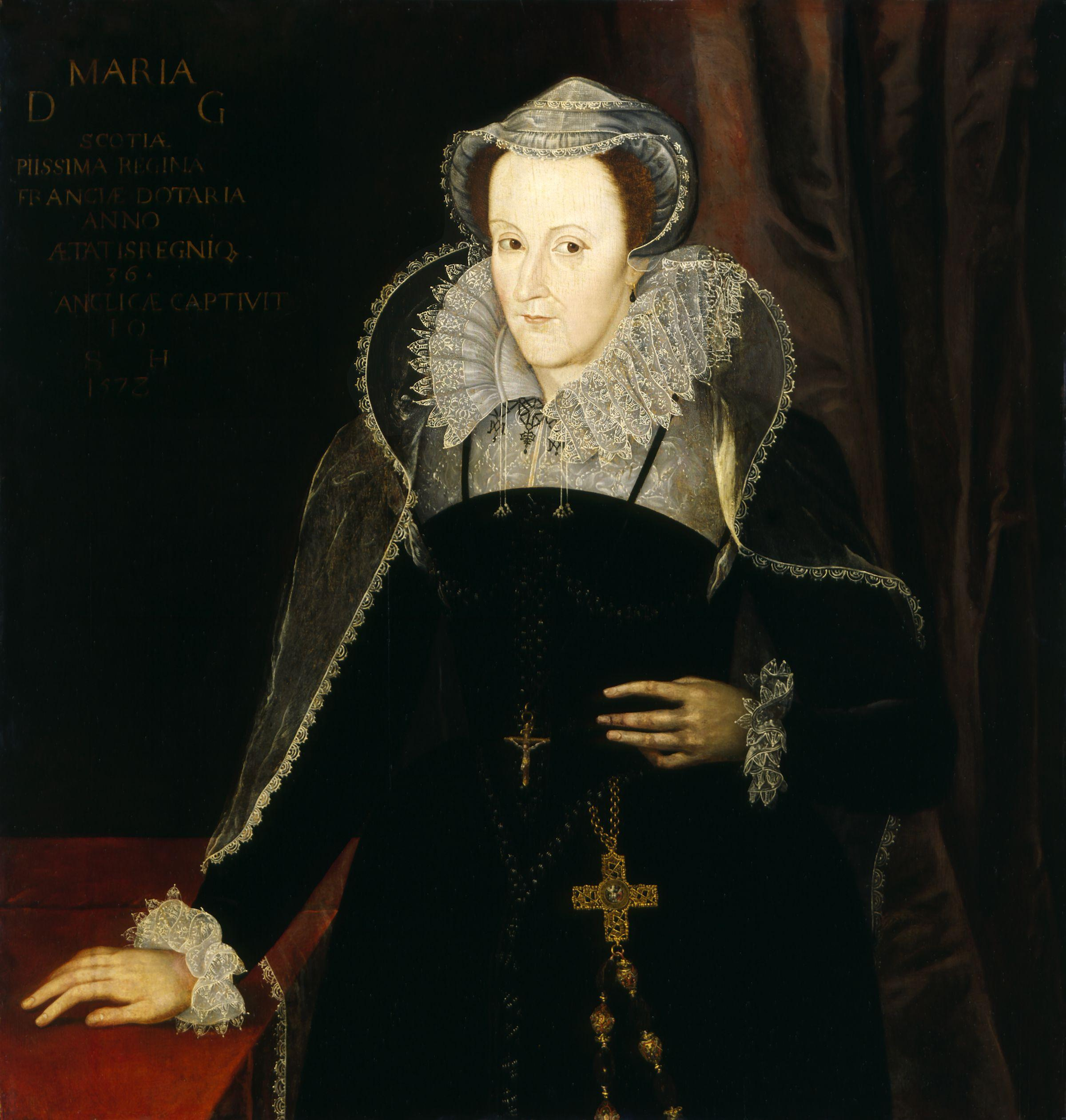
La conspiración de Ridolfi tenía como objetivo colocar a María Estuardo en el trono de Inglaterra.

La conspiración de Ridolfi fue un complot católico de 1570, destinado a asesinar a la reina Isabel I de Inglaterra y reemplazarla por su prima, María I de Escocia. La conspiración fue tramada por Roberto di Ridolfi, un banquero italiano que logró viajar entre Bruselas, Roma y Madrid para reunir apoyo sin atraer demasiadas sospechas.

## Antecedentes
El cuarto duque de Norfolk, pariente de la reina Isabel y el terrateniente más rico del país, había sido propuesto como posible esposo para María Estuardo desde el encarcelamiento de esta última en 1568. Norfolk tenía grandes ambiciones y sentía que Isabel le menospreciaba persistentemente. Por ello, accedió a apoyar la denominada Rebelión del Norte, aunque perdió rápidamente el coraje y trató de cancelarla. Sin embargo, la rebelión no estaba bajo su control y siguió adelante de todas maneras, con los condes del norte tratando de fomentar la rebelión entre sus súbditos católicos para prepararse para una invasión de España, que sería dirigida por el Duque de Alba, gobernador de los Países Bajos.
Esta rebelión coincidió con otra en Irlanda, encabezada por James Fitzmaurice Fitzgerald y parte de la nobleza católica.
Tras el fracaso de la rebelión, sus líderes fueron ejecutados y se llevó a cabo una purga de simpatizantes católicos. Norfolk fue encarcelado en la Torre de Londres durante nueve meses y solo fue liberado bajo arresto domiciliario cuando confesó todo y rogó por clemencia. Poco después, el papa Pío V emitió la Regnans in Excelsis, una bula papal que excomulgaba a Isabel y mandaba a todos los católicos fieles que hicieron todo lo que pudieran para deponerla, aunque la mayoría de los católicos ingleses ignoró la bula. Como respuesta, Isabel endureció su postura con respecto a los católicos y a sus simpatizantes.

## Conspiración
Roberto Ridolfi, un banquero florentino y ardiente católico, había estado involucrado en la planificación de la rebelión del Norte y había estado complotando para destronar a Isabel desde tan temprano como en 1569. Al observar el fracaso de la rebelión, llegó a la conclusión de que solo la intervención extranjera podía restaurar el Catolicismo y poner a María Estuardo en el trono, por lo que comenzó a contactar a potenciales conspiradores. El consejero de María Estuardo, John Lesley, obispo católico de Ross, dio su asentimiento al complot como la única forma de liberar a María.
El plan consistía en dejar que el duque de Alba invadiera Inglaterra desde los Países Bajos con un ejército de 10 000 hombres, fomentar una rebelión de la nobleza del norte de Inglaterra, asesinar a Isabel y casar a María con Thomas Howard, cuarto duque de Norfolk. Ridolfi consideró de manera optimista que la mitad de la población inglesa era católica y que podía reunir sobradamente 39.000 hombres. Norfolk ofreció garantías verbales a Ridolfi de que era católico, aunque como alumno de John Foxe, siguió siendo protestante toda su vida.
Tanto María Estuardo como Norfolk, desesperados por remediar sus respectivas situaciones, acordaron participar en la conspiración. Con su aprobación, Ridolfi partió al continente para ganarse el apoyo del Duque de Alba, Pío V y el rey Felipe II de España. Sin embargo, el duque de Alba temió que si el complot tenía éxito, llevaría a que María, reina de los escoceses y reina viuda de Francia, cuya madre pertenecía a la prominente familia de los Guisa, ocupara el trono de Inglaterra. En este caso, la consecuencia sería una Inglaterra unida a la Francia amada por María, un resultado que los españoles temían.

## Develación
En 1571, la red de inteligencia de Isabel estaba enviándole información sobre una conspiración que atentaría contra su vida. Al ganarse la confianza del embajador de España en Inglaterra, John Hawkins se enteró de los detalles del complot y notificó al gobierno para que arrestara a los conspiradores. Isabel también recibió una advertencia confidencial de Cosme I de Medici, Gran Duque de Toscana, quien se había enterado de la conspiración en su contra, paradójicamente, Cosme I era católico y además buscaba estrechar relaciones con el papado para asegurar sus propios estados. Charles Baillie, mensajero de Ridolfi, fue arrestado en Dover (Inglaterra) por llevar cartas comprometedoras y reveló la existencia del complot bajo tortura. El Duque de Norfolk fue arrestado el 7 de septiembre de 1571 y fue enviado a la Torre de Londres. Guerau de Spes, el embajador español, fue expulsado del país en enero de 1571. Quedando Antonio Guarás como embajador interino. Ridolfi estaba todavía fuera del país cuando la conspiración fue descubierta y nunca regresó a Inglaterra, convirtiéndose en un senador florentino en 1600.
Cuando fue interrogada, María admitió haber tenido tratos con Ridolfi, pero negó cualquier participación en la conspiración. Estaba claramente implicada por la evidencia, pero Isabel se negó a ejecutarla y vetó una ley del Parlamento de Inglaterra que condenaba a María y la sacaba de la sucesión. Isabel temía que al ejecutar a una monarca nombrada divinamente, socavaría su propia posición. En su lugar, hizo ejecutar al Duque de Norfolk por traición el 2 de junio de 1572; sin embargo, la condición de María en Inglaterra fue transformada de una refugiada política (la nobleza protestante Escocesa le había declarado la guerra y por ello se había refugiado en Inglaterra) a una paria traidora y fue universalmente condenada por la clase gobernante: su conspiración continua, especialmente en el complot de Babington fue lo que finalmente llevó a su ejecución el 8 de febrero de 1587.

## Adaptaciones al cine
Una versión ficcionalizada de la conspiración de Ridolfi fue filmada en la película de 1998 Elizabeth, que colocaba al Duque de Norfolk como el jefe de la conspiración. La película omitió la participación de Ridolfi e incluyó la del obispo Stephen Gardiner (contrarreformista que falleció en 1555, antes de la coronación de Elizabeth) y a John Ballard, quien fue en realidad un conspirador en el complot de Babington.